# Zhang Ze
Zhang Ze (Nanjing, 4 de julho de 1990) é um tenista profissional chinês.